# Finlands yrkeskvinnors förbund
Finlands yrkeskvinnors förbund (finska: Suomen liike- ja virkanaisten liitto) är en kvinnoorganisation som varit verksam i Finland sedan 1946.
Förbundet utgör den finländska grenen av International Federation of Business and Professional Women (BPW International) som grundades i Schweiz 1930. Verksamheten består av föredrag, seminarier, kurser och utgivning av publikationer. Förbundet delar ut stipendier för forskning som står dess syfte nära och har även deltagit i bland annat olika biståndsprojekt i utvecklingsländerna. Vid sitt årsmöte utser förbundet Årets kvinna (sedan 1955). Förbundet har 27 medlemsorganisationer (2009).